# Žilina
Ne doit pas être confondu avec Žilina (district de Kladno).
Žilina (/ˈʐilina/  ; en allemand : Sillein /ˈzɪlaɪ̯n/ ; en hongrois : Zsolna /ˈʒolnɒ/ ; en polonais : Żylina /ʒɨˈlina/) est une ville de Slovaquie et la capitale de la région de Žilina. C'est la quatrième ville de Slovaquie avec une population de 81 114 habitants en 2015.

## Géographie
Žilina est située au nord-ouest de la Slovaquie, à environ 200 kilomètres au nord-est de Bratislava, près du tripoint avec la République tchèque et la Pologne. La ville se trouve dans un bassin au confluent des rivières Váh, Kysuca et Rajčianka. Elle s'adosse aux montagnes Malá Fatra, Strážovské vrchy, Súľovské vrchy, Javorníky et Kysucká vrchovina qui comptent toutes parmi les chaînes des Carpates occidentales.

## Symboles
Sur le blason, à la base olivâtre, se trouvent une double croix et deux étoiles.

## Population
| Année:               | 1994.  | 2004.   | 2014.   | 2024.   |
| -------------------- | ------ | ------- | ------- | ------- |
| Nombre de personnes: | 86 373 | 85 268  | 81 155  | 80 257  |
| Différence:          |        | -1,27 % | -4,82 % | -1,10 % |

| Année:               | 2023.  | 2024.   |
| -------------------- | ------ | ------- |
| Nombre de personnes: | 80 634 | 80 257  |
| Différence:          |        | -0,46 % |

Žilina comptait 85 425 habitants en 2005, dont environ 96 % de nationalité slovaque.

## Histoire

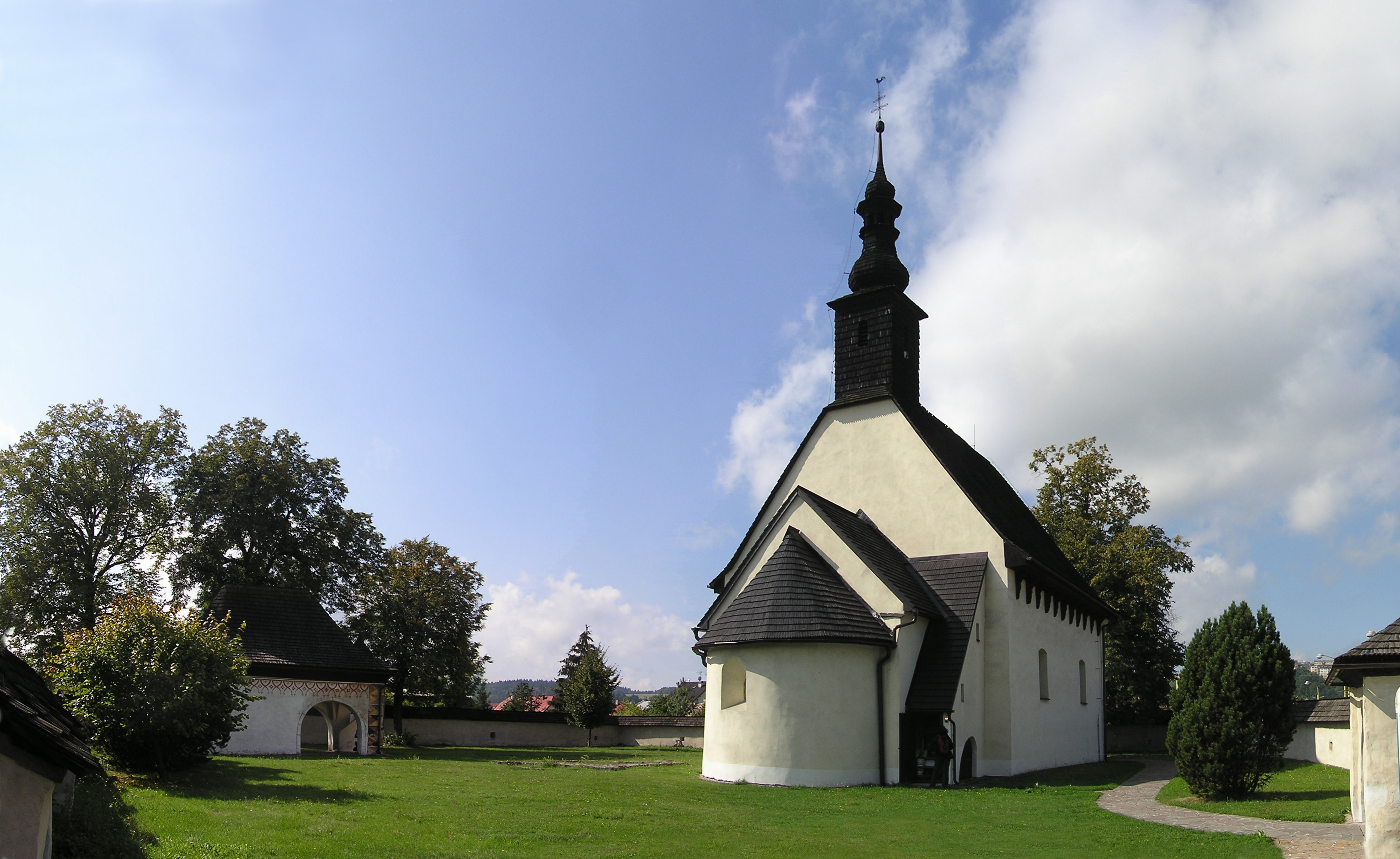
L'église Saint-Étienne.

La région était habitée depuis l'époque de la Grande-Moravie au IXe siècle. La première mention écrite de la ville date de 1208 ; a ce temps, il existait déjà l'église au quartier de Dolné Rudiny, dédiée au roi saint Étienne de Hongrie, qui subsista jusqu'à aujourd'hui. En 1312, Žilina a reçu les droits de ville des mains du roi Charles Robert.
À partir du XIVe siècle, la ville est colonisée par des commerçants et artisans allemands provenant du voisin duché de Teschen en Haute-Silésie au nord-ouest. Les habitants doivent alors défendre leurs droits et établissent en 1378 les Zilinska kniha (Le Livre de Zilina), traduction d'un ensemble de textes du droit de Magdebourg, un des premiers textes juridiques écrits en langue slovaque. Les privilèges ont été confirmés par la cour du roi Louis Ier de Hongrie en 1381.
La ville se développe aux XVIe et XVIIe siècles grâce à ses productions d'habits de laine, mais une succession d'épidémies, d'incendies et de guerres la ravagent au XVIIIe siècle. Sous le règne des Habsbourg, la population, en grande partie protestante, a été fortement exposée aux mesures de la Contre-Réforme. L'ancienne ville libre royale a, de ce fait, perdu la plupart de ses privilèges.

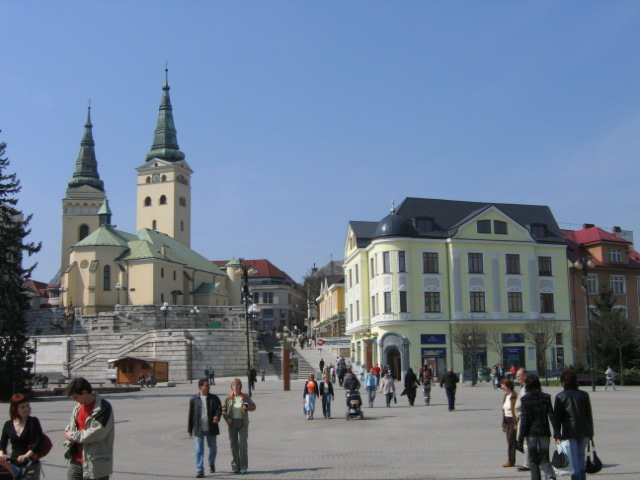
La place principale.

La construction du chemin de fer de Bratislava à Košice à la fin de XIXe siècle la relève. La ville devient la plaque tournante des transports de Slovaquie et son industrie des laines reprend essor en fournissant l'armée royale hongroise.
À la fin de la Première Guerre mondiale, le 11 décembre 1918, la ville de Žilina est devenue le siège du gouvernement provisoire de la République tchécoslovaque. Au XXe siècle, son développement continue avec ses industries chimiques, textiles, alimentaires et sa production de papier. Kia Motors y construit une importante usine automobile.

## Administration
Ján Slota, chef du Parti national slovaque, fut le primator de la ville jusqu'en 2006. Depuis les élections de novembre 2006, c'est Ivan Harman du Parti SDKU qui l'a remplacé. Puis, Igor Choma a été élu en 2010 et puis réélu en 2014.

## Climat
La température moyenne en juillet est +18 °C, et de −4 °C en janvier. La couverture neigeuse dure pendant 60 à 80 jours par an.

## Éducation
L'Université de Žilina a été fondée en 1953 en tant qu'École supérieure des Transports de Žilina. L'Université est composée des sept facultés suivantes :
- Génie mécanique ;
- Génie électrique ;
- Génie civil ;
- Télécommunications ;
- Sciences naturelles ;
- Police scientifique ;
- Économie et gestion des transports.

L'université compte plus de 9 000 étudiants. Les bâtiments de l'Université sont concentrés sur le campus de Veľky Diel, toutefois quelques bâtiments sont aussi situés au centre-ville.
La ville compte aussi une dizaine d'institutions d'éducation secondaire, dont un conservatoire et un Gymnasium bilingue belgo-slovaque, où une grande partie des cours est enseignée en français.

## Économie
Žilina est le centre économique du nord de la Slovaquie, avec l'industrie chimique (PCHZ), l'industrie du papier (Tento) et la construction (Vahostav, Doprastav). Le siège slovaque de la banque Dexia est aussi localisé à Žilina.
Mise en service en 2006, l'usine Kia Motors de Žilina a une capacité de production annuelle de 350 000 automobiles et 500 000 moteurs. Les moteurs sont principalement destinés à l'usine Hyundai de Nošovice, située à 80 km de Zilina, en République tchèque. Cette usine ultramoderne compte 470 robots et emploie 3 800 salariés. L'usine produit les modèles Sportage, Venga et Kia Ceed.
Žilina héberge enfin le siège de la société DOXX, première société slovaque émettrice de chèques repas et chèques cadeaux, fondée par la famille Smehyl.

## Transports
Žilina est située au carrefour des voies ferroviaires nord-sud et est-ouest (Ligne 120 vers Bratislava, Ligne 126 vers Rajec, Ligne 127 vers Bohumín ( Tchéquie) et Ligne 180 vers Košice.
L'autoroute D1 qui va relier Žilina à Bratislava devrait être achevée en 2010. La partie est de l'autoroute D1 qui doit relier Žilina à Košice est prévue pour 2013. L'autoroute D3 prévue pour 2010 va relier Žilina à la frontière polonaise.
L'aéroport de Žilina assure une liaison quotidienne avec Prague.

## Sport
L'équipe de football MŠK Žilina 5 fois championne de Slovaquie, participe pour la première fois à la phase de groupes de la Ligue des champions de l'UEFA lors de la saison 2010-2011. L'équipe de hockey sur glace, MsHK Žilina a été championne de Slovaquie pour l'année 2006.
La présence de bars non-stop a amené la création du tournoi de baratons dont Žilina est l'une des premières tenante du titre en Slovaquie.

## Personnalités liées à la ville
- Victor Tausk, psychiatre et neurologue né à Žilina en 12 mars 1879, († 3 juillet 1919 à Vienne).
- Martin Šulík, réalisateur slovaque né à Žilina en 20 octobre 1962.
- Peter Sagan, triple champion du monde de cyclisme sur route né à Žilina en 26 janvier 1990.

## Jumelages
La ville de Žilina est jumelée avec :
- Blagoevgrad (Bulgarie) depuis 2006
- Bielsko-Biała (Pologne) depuis 1997
- Czechowice-Dziedzice (Pologne) depuis 2009
- Corby (Royaume-Uni) depuis 1992
- Dnipro (Ukraine) depuis 2003
- Essen (Belgique) depuis 2003
- Ferrare (Italie) depuis 1998
- Frýdek-Místek (Tchéquie) depuis 2008
- Changchun (Chine) depuis 1995
- La Canée (Grèce) depuis 1988
- Kikinda (Serbie) depuis 2004
- Koper (Slovénie) depuis 2000
- Nanterre (France) depuis 1972
- Plzeň (Tchéquie) depuis 2008
- Prague 15 (Tchéquie) depuis 2008
- Cotonou (Bénin) depuis 2009
- Hrodna (Biélorussie) depuis 2009

## Galerie

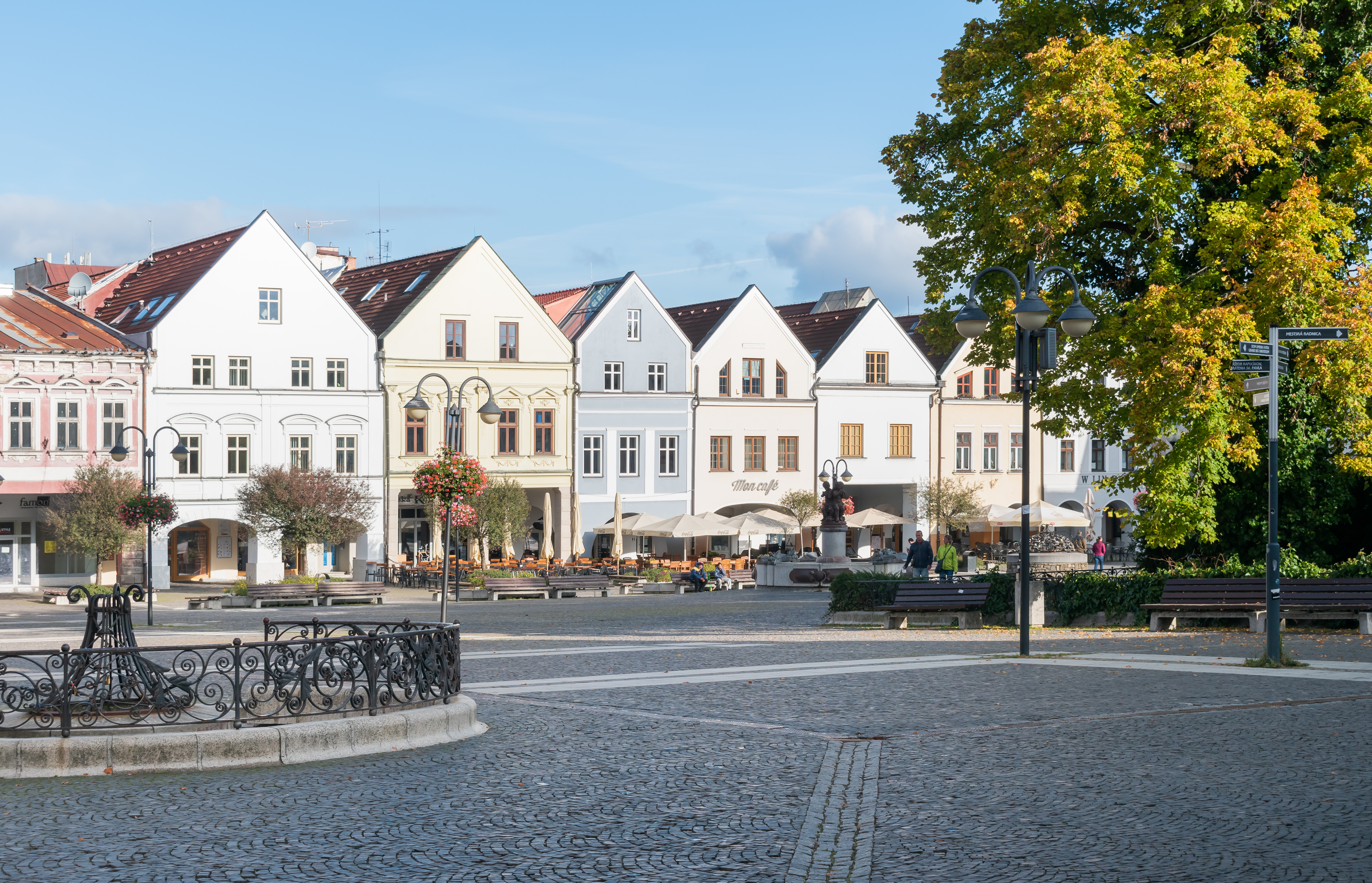
Mariánske námestie.
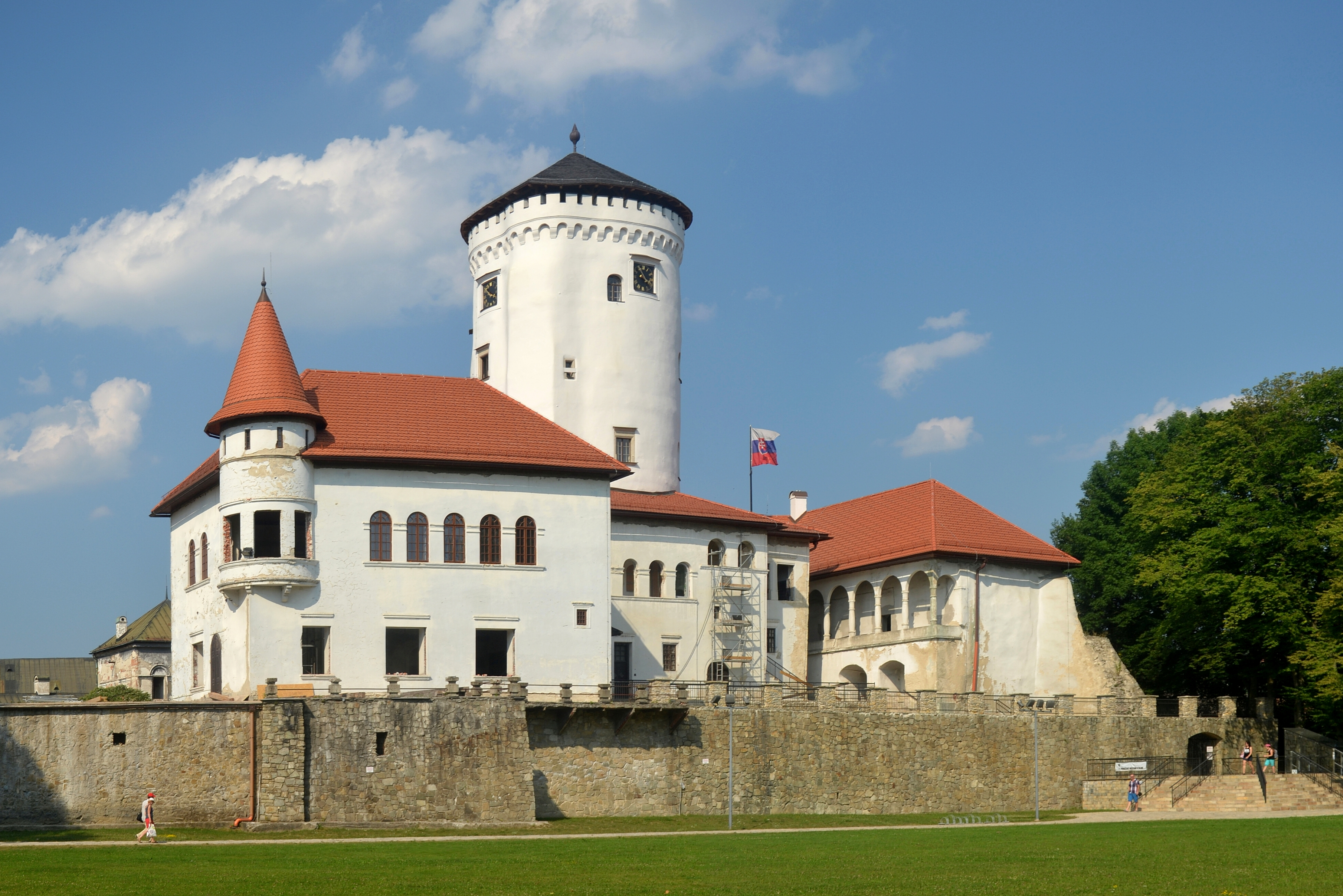
Château de Budatín.
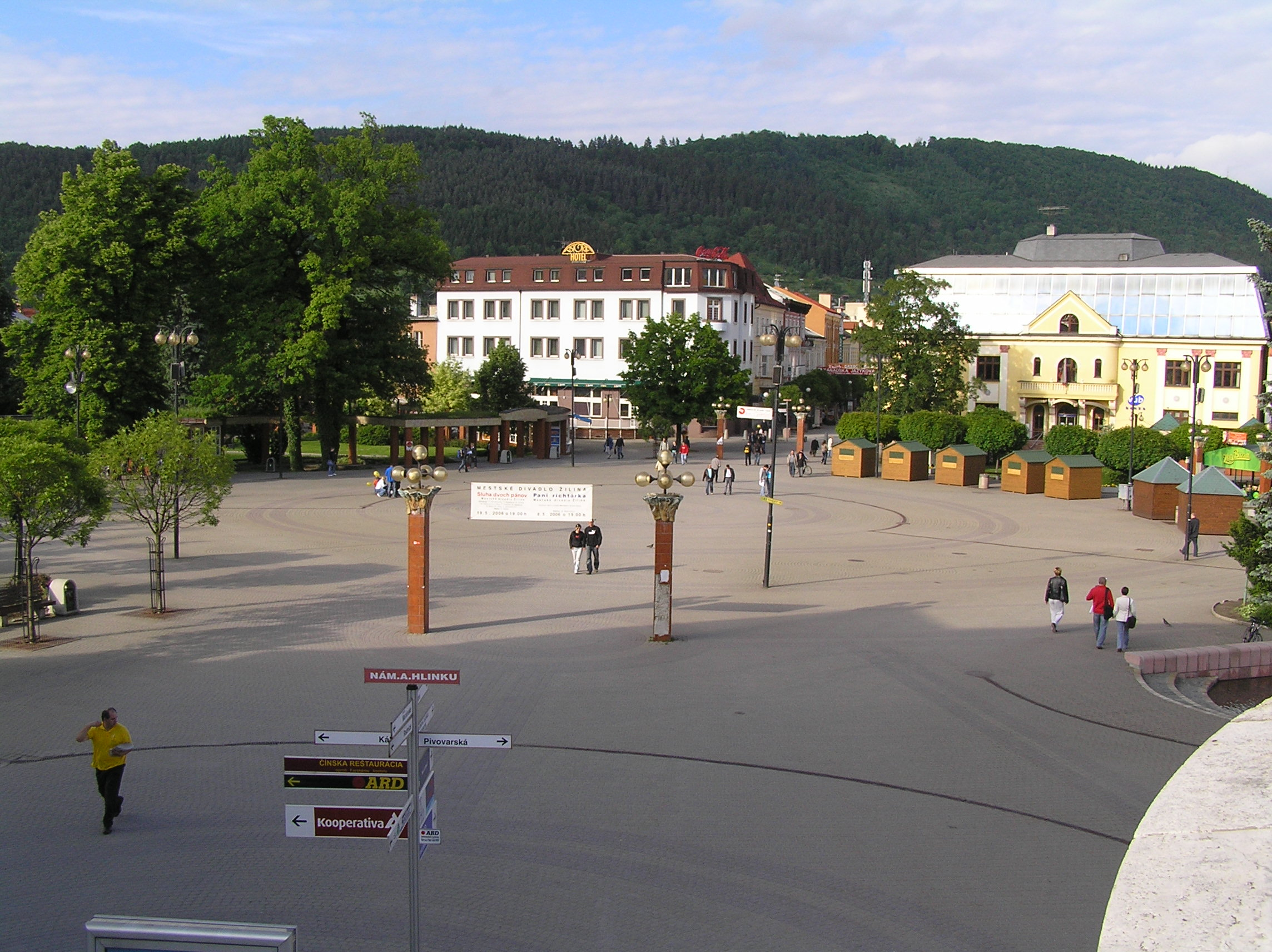
Place A. Hlinka.
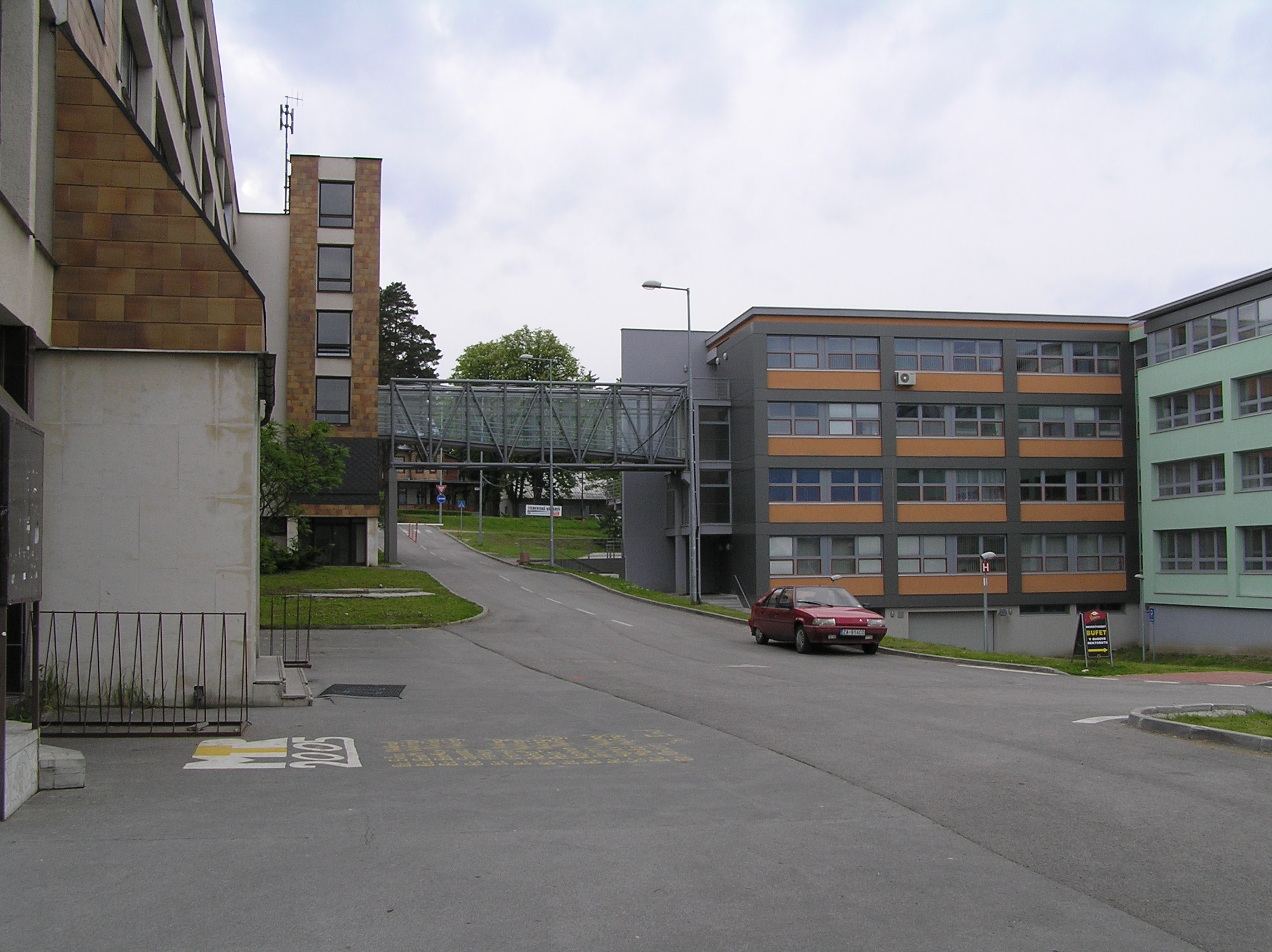
Université de Žilina.
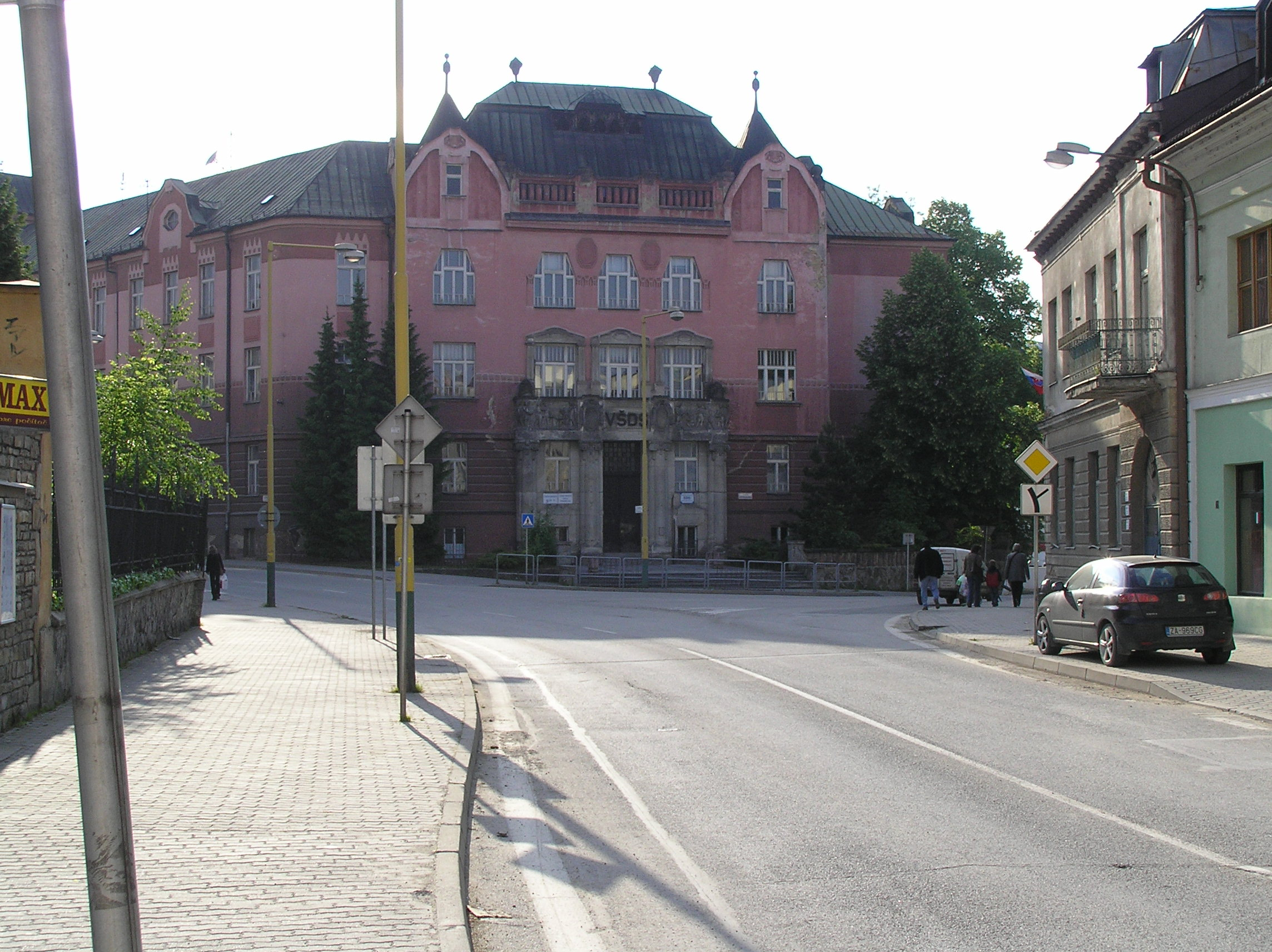
Université de Žilina.